# 阪本智子
阪本 智子（さかもと ともこ、1988年4月23日 - ）は、日本の女性モデル、タレントである。

## 人物
- 血液型はA型の牡牛座。趣味、特技はフェイシャルマッサージ、ネイルアート。
- 好きな食べ物は苺、マカロニグラタン。
- 愛犬の名前はwalt（ウォルト）
- 2010年3月末、所属していた有限会社クラッチを退社後は特定の芸能事務所に所属せず、現在もフリーで活動をしている。
- 2017年7月14日、自身のブログで一般人男性と結婚したことを報告した[1]。
- 2020年4月23日、自身のブログで第1子妊娠を報告した[2]。

## 出演

### テレビ番組
- おはよう朝日です（朝日放送）レポーター
- 大阪釣〜リズム（釣りビジョン）
- 釣りロマンを求めて（2013年4月27日 - 2013年9月14日、テレビ東京系列）
- 智子と浩次の関西ゆられて候（2013年5月20日 - 、シマノTV（シマノ動画配信サイト））
- DokiDoki 釣りゴコロ!（2013年8月19日 - 2015年12月4日、シマノTV（シマノ動画配信サイト））
- ココらぼR（2012年7月16日 - 2017年3月31日までレギュラー出演、J:COM）
  - 番組内では「ともちー」と呼ばれていた。番組内のキャラクター「カワズ所長」と共に助手として海外で研究発表する為、休演という設定になっているが事実上の降板となった。
  - 2018年3月16日号で1年ぶりにゲストとして出演、更に番組最終回となった2022年5月号で動画コメントを寄せる形で4年ぶりに出演した。

### CM
- サカイ引越センター（2009年）
- ひまわりライフ（2016年1月-2018年3月）[3]。

### 映画
- 平城遷都1300年祭助成映画「夕暮れ」（2010年）

### イベント司会
- "コカ・コーラ ゼロ" 鈴鹿8時間耐久ロードレース 第32回大会
コカコーラステージMC、コカ・コーラ　ゼロサーキットクィーン　ステージ撮影タイムMC
- フィッシングショーOSAKA 2013 シマノブースMC（2013年2月2日 - 2月3日）

## 雑誌
- ワールドジェットスポーツマガジン210年10月号　ジェットdeデート
- 智子と浩次の関西ゆられて候（関西の釣り、岳洋社）2013年6月号 -